# 諾曼第公國
諾曼底公國（诺曼语：Duchie de Normaundie）是一个曾存在于911年－1469年间，领土位于今法国北部沿海诺曼底地区的公国。
911年，西法兰克国王查理三世與维京人首領羅洛簽訂埃普特河畔圣克莱尔条约，將位于北部沿海的以鲁昂为中心的塞纳河口地區封予羅洛，建立諾曼底公國。罗洛与他的后代以此为基础，不断在北部沿海地区扩张公国的领土。到十一世纪中旬，公国的领土已扩张到与现代的诺曼底地区基本重合。
1066年，诺曼底公爵威廉一世率军渡过英吉利海峡，戰勝哈罗德二世並成為英格兰國王。从1066年至1204年诺曼底公爵之位由英格兰王室成员担任。1204年法國國王腓力二世入侵诺曼底公国，直到1259年簽訂巴黎條約確認法國統治。
1259年之后，诺曼底公国在法兰西王国的控制之下，被数次封给王子。英法百年战争期间，公国领土在英法两国之间多次易手，但在战争结束之后仍保持在法国治下。
1469年，诺曼底被彻底成为法兰西王国的王室领土，公国被廢除。
最初公国的領土包含紐斯特里亞以及布列塔尼北海岸的一部份，後來被分割成法國本土與海峽群島。英國也仍然非正式認為海峽群島仍然是諾曼底公國的一部分。

## 名称
“诺曼底”之名来源于诺曼人（诺曼语：Normaunds），定居在当地的一支维京人。

## 諾曼底公國年表
912年，首都建立在魯昂，當公國的領土擴張到西邊的時候，諾曼底人在西邊的卡昂建立西都。
918年，Evreux county，Hiémois county，與貝桑劃入公國版圖。
931年-934年，羅洛的兒子諾曼底公爵威廉一世將科唐坦半島與Avranchin也納入了版圖。933年海峽群島納入公國版圖。
1066年，威廉公爵在黑斯廷斯戰役打敗了哈羅德二世，成為英格蘭國王。
自從征服者威廉征服了英格蘭，諾曼王朝與法國的政治關係變得錯綜複雜；諾曼的統治者已經成為英格蘭國王，其地位跟法國國王的地位相同，然而諾曼底的統治者仍然擁有諾曼底公爵的頭銜，理應需要向法蘭西國王效忠。法蘭西國王則認為諾曼底公爵沒有效忠他。